# Rotten Apples
Rotten Apples: Greatest Hits är ett samlingsalbum med The Smashing Pumpkins från 2001, innehållande 18 av deras största hits. Samma dag släpptes även en separat skiva med titeln Judas Ø, innehållande en samling av mer sällsynta samt helt outgivna låtar.
Från albumet Rotten Apples gav man ut singeln Untitled senare samma år.

## Låtlista
Alla låtar är skrivna av Billy Corgan om inget annat anges.
1. Siva – 4:21
2. Rhinoceros – 5:53
3. Drown – 4:30
4. Cherub Rock – 4:59
5. Today – 3:22
6. Disarm – 3:18
7. Landslide (Fleetwood Mac) – 3:06
8. Bullet with Butterfly Wings – 4:18
9. 1979 – 4:23
10. Zero – 2:41
11. Tonight, Tonight –  4:15
12. Eye – 4:54
13. Ava Adore – 4:21
14. Perfect – 3:22
15. The Everlasting Gaze – 4:02
16. Stand Inside Your Love – 4:13
17. Real Love – 4:10 (tidigare outgiven)
18. Untitled – 3:51 (tidigare outgiven)

## Bonusskivan: Judas 0
I den limiterade versionen av Rotten Apples följde en bonusskiva med titeln Judas O med. Den innehöll B-sidor och rariteter.
Längd: 70:12

### Låtlista
1. Lucky 13 – 3:09 (tidigare outgiven)
2. Aeroplane Flies High – 7:53
3. Because You Are – 3:46 (tidigare outgiven)
4. Slow Dawn – 3:12 (tidigare outgiven)
5. Believe – 3:12 (James Iha)
6. My Mistake – 4:00 (tidigare outgiven)
7. Marquis in Spades – 3:12
8. Here's to the Atom Bomb – 4:26
9. Sparrow – 2:56 (tidigare outgiven)
10. Waiting – 3:48 (tidigare outgiven)
11. Saturnine – 3:49 (tidigare outgiven)
12. Rock On – 6:06 (tidigare outgiven, skriven av David Essex)
13. Set the Ray to Jerry – 4:09
14. Winterlong – 4:59 (tidigare outgiven)
15. Soot and Stars – 6:39 (tidigare outgiven)
16. Blissed and Gone – 4:46

## Medverkande
- Billy Corgan – sång, gitarr
- James Iha – gitarr
- D'arcy Wretzky – bas
- Jimmy Chamberlin – trummor

Tillagda musiker
- Matt Cameron – trummor på Because You Are
- Matt Walker – trummor på Ava Adore och My Mistake
- Joey Waronker – trummor på Perfect